# Markus Hedrich
Markus Hedrich (* 13. Oktober 1976 in Hamburg) ist ein deutscher Historiker. Als Gerald D. Feldman Fellow forschte er u. a. an der Harvard University.

## Akademischer Werdegang
Markus Hedrich studierte Geschichte und Germanistik an der Universität Hamburg vor allem bei Norbert Finzsch und Marianne Schuller. Nach dem Magister-Examen erfolgte eine Promotion bei Norbert Finzsch an der Universität zu Köln. Die Inauguraldissertation untersuchte Diskurse medizinischer Elektrizität in den USA.
2018 war Hedrich wissenschaftlicher Mitarbeiter der Forschungsstelle Hamburgs (post-)koloniales Erbe und ist seitdem Postdoktorand am Arbeitsbereich Globalgeschichte der Universität Hamburg. Hier arbeitet er an einer Geschichte des Bernhard-Nocht-Instituts für Tropenmedizin. 2020/21 erwarb er einen Bachelor of Arts sowie einen Master of Education Lehramt an Gymnasien an der Universität Hamburg. Er war Doctoral Fellow des Deutschen Historischen Instituts Washington DC, Invitational Fellow der New York State Archives sowie Gerald D. Feldman Fellow der Max Weber Stiftung.
Seine aktuelle Studie Bernhard Nocht: Der Organisator der deutschen Kolonialmedizin erschien 2025 im Wallstein Verlag. Die Studie beschreibt Bernhard Nocht als erfolgreichen Gesundheitsmanager, dessen Leben erhebliche wissenschaftliche Leistungen aufweise, der den Kolonialismus als rassistisches Unrechtssystem aber auch beförderte. In dieser Ambivalenz stehe Nocht exemplarisch für eine spezifisch „koloniale Generation.“

## Schriften (Auswahl)
Monografien
- Medizinische Gewalt – Elektrotherapie, elektrischer Stuhl und psychiatrische »Elektroschocktherapie« in den USA, 1890–1950. Transcript Verlag, Bielefeld 2014, ISBN 978-3837628029 (Zugleich: Köln, Univ., Diss.).
- Bernhard Nocht. Der Organisator der deutschen Kolonialmedizin. Eine Biographie. Mit einem Vorwort von Jürgen Zimmerer. (= Hamburger Beiträge zur Geschichte der kolonialen Globalisierung Bd. 3). Wallstein Verlag, Göttingen 2025, ISBN 978-3-8353-5720-4.

Herausgeberschaften
- mit Johanna Meyer-Lenz und Franklin Kopitzsch: Hamburg in der Novemberrevolution von 1918/19 – Dynamiken der politischen und gesellschaftlichen Transformation in der urbanen Metropole. Transcript Verlag, Bielefeld 2022, ISBN 978-3-8376-5604-6.

Artikel in Sammelbänden und Fachzeitschriften
- Death Machine. In: The New York Archives Magazine, Vol. 10, No. 4, Albany, New York, Spring 2011, 28–31.
- Medizin und Kolonialismus – Das Bernhard-Nocht-Institut für Tropenmedizin als (post-)kolonialer Hamburger Erinnerungsort. In: Jürgen Zimmerer/Kim Sebastian Todzi, Hamburg: Deutschlands Tor zur kolonialen Welt. Erinnerungsorte der (post-) kolonialen Globalisierung. Göttingen, 2021, 197–212.
- Erfahrungen, Subjektivitäten, Erinnerungskultur – Bilderwelten der Transformation. In: Hamburg in der Novemberrevolution von 1918/19 – Dynamiken der politischen und gesellschaftlichen Transformation in der urbanen Metropole. Bielefeld, 2022, 53–57.
- Zwischen Spitzenforschung und kolonialem Erbe. 120 Jahre Bernhard-Nocht-Institut für Tropenmedizin. In: 100 Jahre Universität Hamburg. Studien zur Universitäts- und Wissenschaftsgeschichte in vier Bänden. Band 4: Mathematik. Informatik. Naturwissenschaften. Medizin. Göttingen, 2024, 783–828.
- Bernhard Nocht. Arzt, Pionier und Teilhaber einer kolonialen Generation. In: Hamburger Ärzteblatt, Ausgabe 02, 2025, 38–39.